# Островы (Волынская область)
Островы (укр. Острови, до 2019 г. — Островки) — село в Колковской поселковой общине Луцкого района Волынской области Украины.
До 2020 года входило в Маневичский район.
Код КОАТУУ — 0723685905. Население по переписи 2001 года составляет 233 человека. Почтовый индекс — 44661. Телефонный код — 3376. Занимает площадь 12,95 км².